# 萨罗尼亚
萨罗尼亚（法語：Sarrogna，法語發音：[saʁɔɲa]）是法国汝拉省的一个市镇，属于隆斯勒索涅区。

## 地理
萨罗尼亚（46°28'3"N, 5°36'41"E）面积19.87 平方千米，位于法国勃艮第-弗朗什-孔泰大區汝拉省，该省份为法国东部内陆省份，北起上索恩省，西北接科多尔省，西临索恩-卢瓦尔省，南至安省，东与杜省和瑞士接壤。
与萨罗尼亚接壤的市镇（或旧市镇、城区）包括：奥诺、塞尔农、尚贝里亚、埃克里耶、奥热莱、瓦尔赞-昂珀蒂特蒙塔涅。

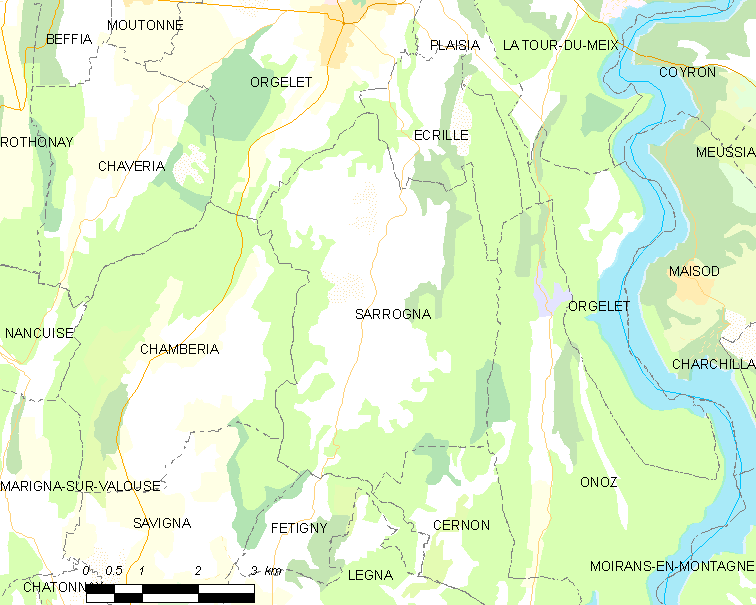
萨罗尼亚的OSM定位图

萨罗尼亚的时区为UTC+01:00、UTC+02:00（夏令时）。

## 行政
萨罗尼亚的邮政编码为39270，INSEE市镇编码为39504。

## 政治
萨罗尼亚所属的省级选区为穆瓦朗昂蒙塔涅县。

## 人口

1962-2008年间萨罗尼亚人口变化图示

萨罗尼亚于2022年1月1日时的人口数量为227人。